# جوزيه باتل ي أوردونيز
جوزيه باتل ي أوردونيز (بالإسبانية: José Batlle y Ordóñez) (و. 1856 – 1929 م) هو سياسي، وصحفي من الأوروغواي ولد في مونتيفيديو.

## روابط خارجية
- جوزيه باتل ي أوردونيز على موقع الموسوعة البريطانية (الإنجليزية)